# Futbol'nyj Klub Olimpik Donec'k 2014-2015
Questa voce raccoglie le informazioni riguardanti il Futbol'nyj Klub Olimpik Donec'k nelle competizioni ufficiali della stagione 2014-2015.

## Rosa
Fonte:
| N. |                        | Ruolo | Calciatore         |
| -- | ---------------------- | ----- | ------------------ |
|    | Ucraina (bandiera)     | P     | Yaroslav Kotlyarov |
|    | Ucraina (bandiera)     | P     | Ihor Lytovka       |
|    | Georgia (bandiera)     | P     | Zauri Macharadze   |
|    | Ucraina (bandiera)     | D     | Oleksij Dytjat'jev |
|    | Ucraina (bandiera)     | D     | Vitali Goshkoderia |
|    | Ucraina (bandiera)     | D     | Dmitro Grishko     |
|    | Ucraina (bandiera)     | D     | Andriy Myshchenko  |
|    | Ucraina (bandiera)     | D     | Jevhen Cymbaljuk   |
|    | Bielorussia (bandiera) | C     | Yuri Brovchenko    |
|    | Ucraina (bandiera)     | C     | Volodomyr Doronin  |
|    | Ucraina (bandiera)     | C     | Kyrylo Doroshenko  |
|    | Ucraina (bandiera)     | C     | Maksym Dračenko    |
|    | Nigeria (bandiera)     | C     | Sheriff Isa        |

| N. |                    | Ruolo | Calciatore       |
| -- | ------------------ | ----- | ---------------- |
|    | Ucraina (bandiera) | C     | Pavlo Ivanov     |
|    | Ucraina (bandiera) | C     | Valeri Lebed     |
|    | Ucraina (bandiera) | C     | Evgen Odytsov    |
|    | Ucraina (bandiera) | C     | Vladyslav Ohirja |
|    | Ucraina (bandiera) | C     | Igor Semenyna    |
|    | Ucraina (bandiera) | C     | Oleksandr Sitnik |
|    | Ucraina (bandiera) | C     | Igor Tishchenko  |
|    | Ucraina (bandiera) | A     | Denis Galenkov   |
|    | Ucraina (bandiera) | A     | Vladyslav Gelzin |
|    | Armenia (bandiera) | A     | Heham Kadymjan   |
|    | Ucraina (bandiera) | A     | Vladimir Lisenko |
|    | Marocco (bandiera) | A     | Moha             |
|    | Ucraina (bandiera) | A     | Dmytro Zaika     |